# بحر (مسلسل)
بحر هو مسلسل درامي مصري من إخراج أحمد صالح، ومن بطولة ماجد المصري، دياب، حنان سليمان، حسني شتا، عُرض على شبكة تليفزيون الحياة في عام 2019.

## القصة
في إطار درامي، تدور أحداث المسلسل حول العديد من القضايا الاجتماعية، والمشاكل التي تحدث بين أبناء الصعيد المصري، وخاصة مشكلة الثأر الأبدية، حيث تقع مشاكل بين عائلتي (بحر)، و(الضو)، بالإضافة إلى العديد من الصراعات التي تقع بينهما.

## طاقم التمثيل
يشتمل طاقم التمثيل على:
- ماجد المصري
- دياب
- حنان سليمان
- حسني شتا
- عبد الرحمن أبو زهرة
- مريهان مجدي
- ثراء جبيل
- سعيد الصالح
- نورهان
- سلوى عثمان
- أحمد كشك
- محمد علي رزق
- أحلام الجريتلي
- محمود جمعة
- فوزية (فوزية محمد)
- مريم سعيد صالح
- أشرف زكي
- منة عرفة
- سناء شافع
- علياء عساف
- رانيا فتح الله
- هشام الشاذلي
- أحمد كامل
- إبراهيم السمان
- ندى بهجت
- أحمد كرارة
- مروة الأزلي
- أحمد صيام
- أسامة نعيم
- ياسمين القماش
- مروان عثمان
- علي عبد المنعم
- محمود العزازي
- علي سيف
- إيهاب أباظة
- احمد الصفتي
- سيد عيد
- عبده العجمي
- سيد التيتي
- أحمد سند
- محمد فتحي
- شريف رواش
- ياسر الأسيوطي
- محمد خميس
- محمد المغربي
- عبد المنعم المرصفي
- رندا إبراهيم
- إسراء نور الدين
- أحمد طالب
- أشرف خاطر
- علاء الموازيني
- محمد دسوقي
- شيماء جابر
- محمود الشوربجي
- هبة عصام
- عصام جمال
- مجدي حنفي
- ماجد أباظة
- محمد المصري
- تامر العربي
- أشرف عبد الوهاب
- وليد عزت
- فادي رمضان
- سامح عبد العال
- هاني يوسف عيد
- عبد الرحمن حسن
- أحمد صبري
- جودي ياسر
- محمد الفخراني
- مهاب محمد
- يوسف حسام
- عبد الرحمن فرج
- محمد فرج
- منة الله عادل
- عصام الغنام
- ممدوح السمان
- أحمد صبري غباشي
- أميرة شرابي
- ممدوح سالم
- شادي جميل
- هاني التابعي
- ميرنا نور الدين
- تامر محسن

## إنتاج
كتب أحمد عبد الفتاح قصة وسيناريو المسلسل. وكان المسلسل من إخراج أحمد صالح وإنتاج تامر مرسي.

## روابط خارجية
- مسلسل بحر على موقع قاعدة بيانات الأفلام العربية